# Joanne K. Rowling

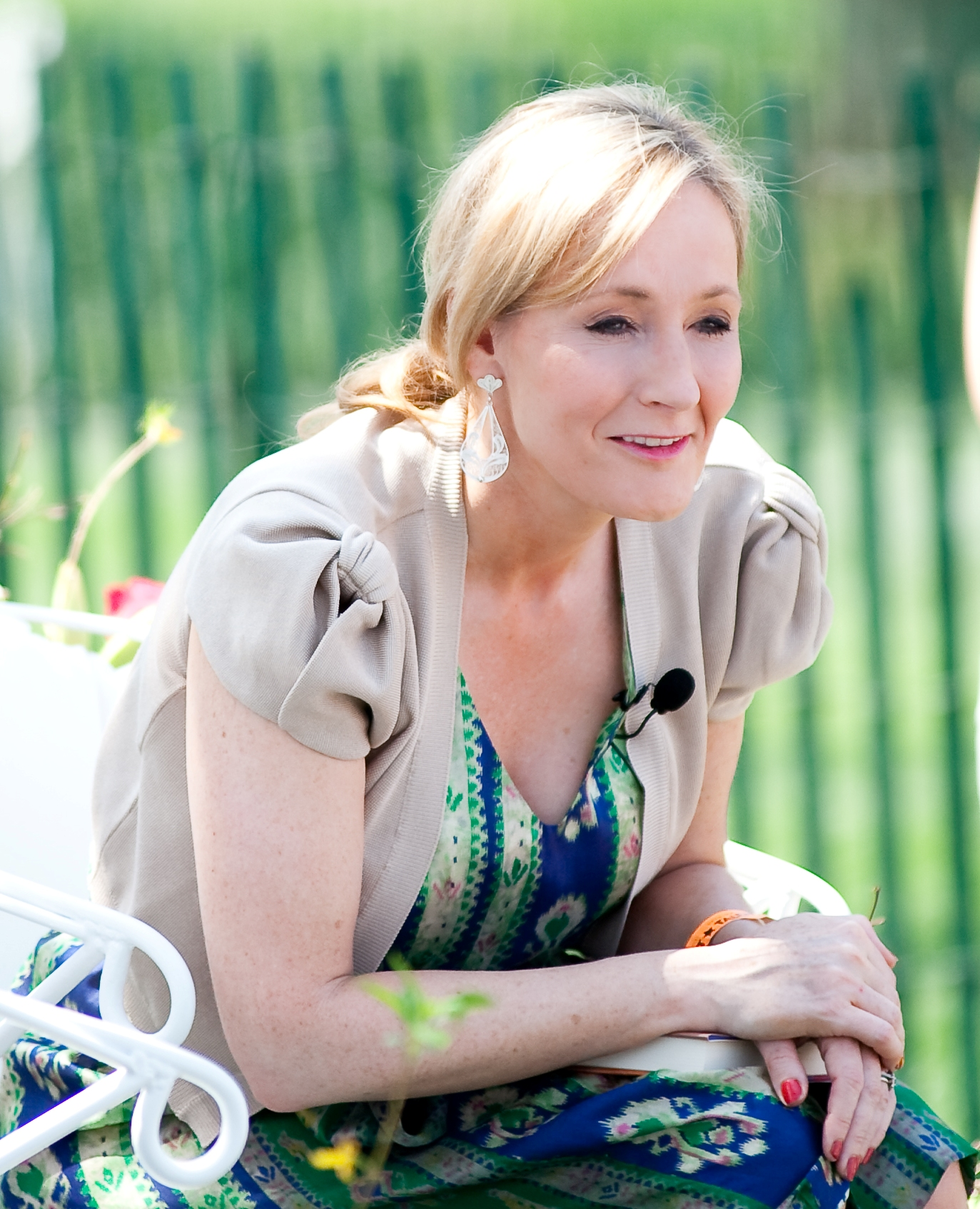
Joanne K. Rowling (2010)

Joanne K. Rowling [ˌd͡ʒəʊˈæn ˈkeɪ ˈrəʊlɪŋ], CH, OBE (* 31. Juli 1965 in Yate als Joanne Rowling, abgekürzt J. K. Rowling) ist eine britische Schriftstellerin, die mit der Romanreihe Harry Potter um den gleichnamigen Zauberschüler bekannt wurde. Daneben ist sie als Drehbuchautorin und Filmproduzentin aktiv.
Sie ist auch unter dem Pseudonym Robert Galbraith bekannt. Nachdem die Zeitschrift Forbes ihr Vermögen 2004 erstmals auf eine Milliarde US-Dollar geschätzt hatte, galt sie einige Jahre lang als wohlhabendste Schriftstellerin der Weltgeschichte. Laut Forbes ist Rowling Stand 2020 die bestbezahlte Schriftstellerin der Welt und nach James Patterson auf Platz 2 der meistverdienenden Autoren der Welt.

## Leben

### Kindheit und Jugend

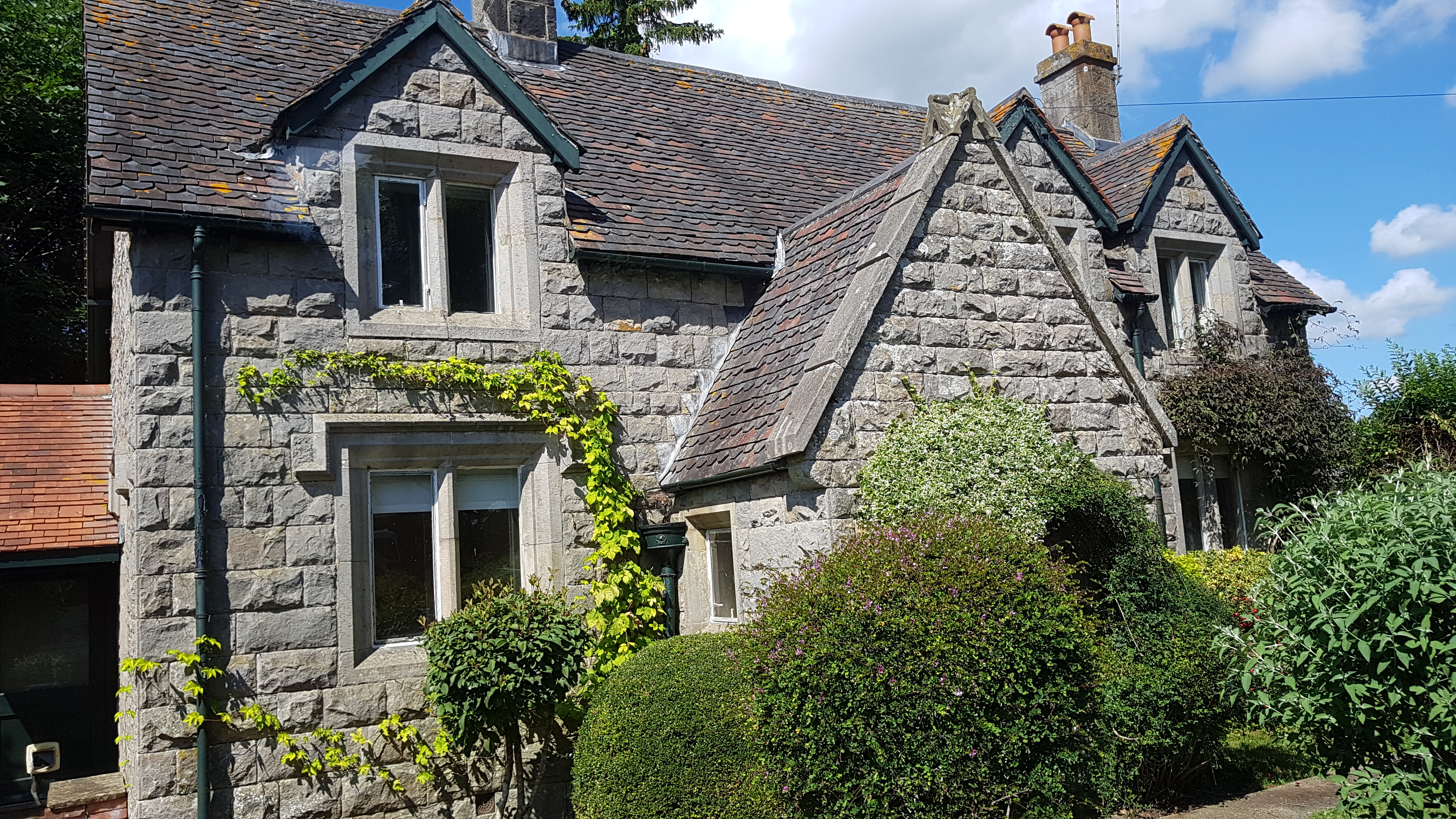
Ehemaliges Wohnhaus J. K. Rowlings in Tutshill

Joanne Rowling wurde 1965 in der südwestenglischen Kleinstadt Yate nahe Bristol als Tochter von Anne und Peter Rowling geboren. Ihre Eltern stammen aus London und heirateten im März 1965. Peter Rowling arbeitete bei Rolls-Royce, Anne Rowling als Laborassistentin.
Nach ihrer Geburt zog die Familie nach Winterbourne um, wo sie 1970 eingeschult wurde. Rowling hatte früh den Wunsch, Schriftstellerin zu werden. Im Alter von fünf oder sechs Jahren erfand sie ihre erste Geschichte – sie handelte von einem an Masern erkrankten Kaninchen. Diese und andere Geschichten erzählte sie damals ihrer zwei Jahre jüngeren Schwester Dianne. 1974 zog die Familie Rowling nach Tutshill in der Nähe des walisischen Chepstow. Dort besuchte sie die Wyedean-Gesamtschule. In der Oberstufe wurde sie zur Schülersprecherin gewählt. Die spätere Romanfigur Hermine Granger soll dem Bild entsprechen, das sie damals von sich selbst gehabt habe, sowohl äußerlich als auch charakterlich.
Nach ihrem Schulabschluss 1983 studierte sie Französisch und Klassische Altertumswissenschaft an der University of Exeter. Nachdem sie 1987 ihr Studium abgeschlossen hatte, zu dem unter anderem ein einjähriger Aufenthalt als Englischlehrerin in Paris gehört hatte, übte sie verschiedene Bürotätigkeiten aus. Unter anderem arbeitete sie zwei Jahre bei Amnesty International in London. 1989 zog sie zu ihrem damaligen Freund nach Manchester. Während dieser Zeit arbeitete sie an zwei Romanen für Erwachsene, die sie nie veröffentlicht und später vernichtet hat.

### Buchidee und erste Ehe
Nach eigenen Angaben erfand sie während einer Zugfahrt von Manchester nach London im Juni 1990 die Romanfigur Harry Potter. Von Anfang an habe sie gewusst, dass es eine siebenbändige Buchreihe über einen Jungen werden solle, der ein Internat für Hexen und Zauberer besucht. Am 30. Dezember 1990 starb Rowlings Mutter im Alter von 45 Jahren an multipler Sklerose. Im November 1991 zog Rowling nach Portugal, wo sie an der Encounter English School in Porto nachmittags als Lehrerin arbeitete. In den folgenden zwei Jahren entwarf sie unter anderem die Rohfassung des ersten Harry-Potter-Bandes.
Im März 1992 lernte sie den portugiesischen Fernsehjournalisten Jorge Arantes kennen, mit dem sie eine Beziehung begann und bald darauf schwanger wurde; im Sommer 1992 erlitt Rowling eine Fehlgeburt. Am 16. Oktober 1992 heiratete sie Arantes und wurde bald darauf erneut schwanger. Die gemeinsame Tochter Jessica kam am 27. Juli 1993 zur Welt; laut Rowling wurde sie nach Jessica Mitford benannt. Die Ehe befand sich jedoch bald in der Krise und zerbrach im November desselben Jahres, da Arantes Konflikte gewalttätig austrug. Das Boulevardblatt Sun veröffentlichte knapp dreißig Jahre später die Aussage von Arantes, dass er sie geohrfeigt habe und es nicht bereue.
Ende 1993 zog Rowling zurück nach Großbritannien und ließ sich in der schottischen Hauptstadt Edinburgh nieder, wo ihre Schwester Dianne mit ihrem Mann wohnte. Die ersten drei Kapitel von Harry Potter sowie die übrigen Entwürfe dazu hatte sie aus Porto mitgenommen. Da Rowling kein Einkommen hatte und ihr eigene Geldmittel fehlten, war sie auf den Bezug von Sozialhilfe angewiesen, die damals 69 Pfund pro Woche betrug. Zunächst hatte sie Schwierigkeiten, eine eigene Wohnung zu finden, da kaum jemand an Menschen ohne festen Job vermieten wollte.

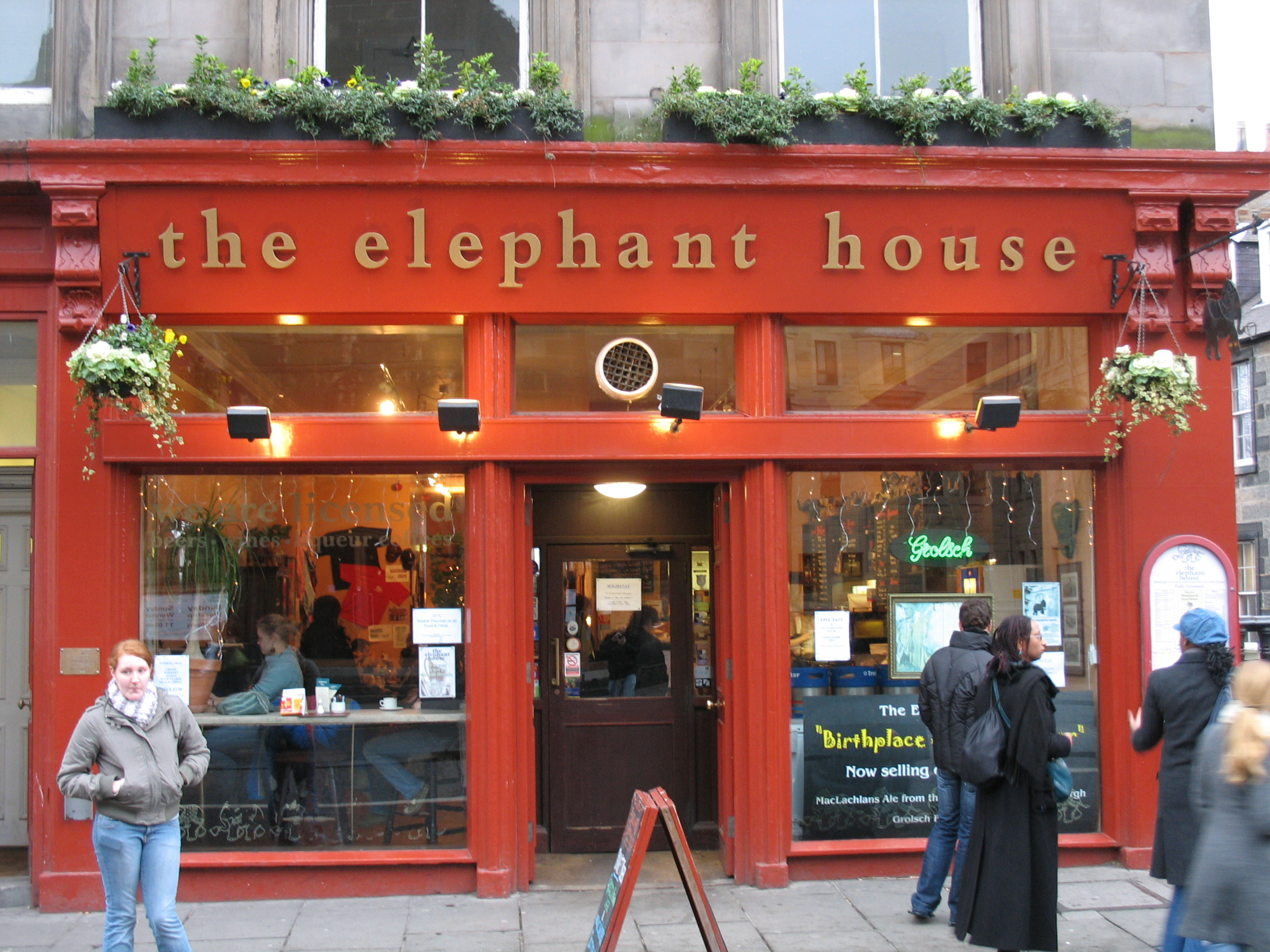
The Elephant House – eines der Cafés in Edinburgh, in dem Rowling den ersten Band von Harry Potter schrieb

Anfang 1994 kam Arantes, der zu diesem Zeitpunkt rechtlich noch Rowlings Ehemann war, nach Edinburgh und suchte nach ihr und der gemeinsamen Tochter, worauf sie im März eine einstweilige Verfügung gegen ihn erwirkte. Er ging zurück nach Portugal und Rowling reichte im August 1994 die Scheidung ein. Seit ihrem Umzug schrieb sie weiter am ersten Harry-Potter-Roman, sowohl zuhause, als auch in verschiedenen Cafés der Stadt, darunter im Elephant House und im Nicolsons; bei letzterem war ihr Schwager Miteigentümer. Ende 1994 fand sie einen Teilzeitjob als Sekretärin, durfte dabei jedoch aufgrund ihres Sozialhilfebezugs nicht mehr als 15 Pfund pro Woche verdienen.
Rowling bewarb sich Anfang 1995 für einen einjährigen postgradualen Kurs am Moray House, das heute zur Universität Edinburgh gehört, um in Schottland als Lehrerin arbeiten zu können. Ende Juni wurde ihre Scheidung von Arantes rechtskräftig. Durch die finanzielle Unterstützung eines Freundes sowie einen staatlichen Zuschuss war sie nun nicht mehr von der Sozialhilfe abhängig und begann im August 1995 mit dem Lehrgang. Im selben Jahr vollendete sie den ersten Harry-Potter-Band in handgeschriebener Form und tippte ihn anschließend zwei Mal auf einer Schreibmaschine ab. Im Anschluss suchte sie nach möglichen Literaturagenten und schickte ein Exposé mit den ersten drei Kapiteln unter anderem an Christopher Little in Fulham (London), der sie wenig später unter Vertrag nahm. Im Juli 1996 erwarb sie das nötige Zertifikat für den Lehrberuf. Zu dieser Zeit hatte sie bereits begonnen, am zweiten Harry-Potter-Band zu schreiben.
Nachdem ihre Agentur das Manuskript mehreren Verlagen angeboten und immer wieder Absagen bekommen hatte, sagte Bloomsbury Publishing im August 1996 schließlich die Veröffentlichung zu. Barry Cunningham, der dortige Leiter der Kinderbuchabteilung, riet Rowling, sich wieder eine Stelle zu suchen, da man von Kinderbüchern allein nicht den Lebensunterhalt bestreiten könne. Rowling fand eine Stelle an der Leith Academy, wo sie während ihres Lehrgangs schon ein Praktikum gemacht hatte. Um weiter am Manuskript für den zweiten Teil schreiben zu können, beantragte sie eine Förderung beim Scottish Arts Council, die ihr im Februar 1997 in Höhe von 8.000 Pfund gewährt wurde und die Beschaffung eines Computers ermöglichte.
Das Buch sollte nicht unter Rowlings vollständigem Vornamen „Joanne“ erscheinen, da ihr Agent und der Verlag fürchteten, dass Jungen ungern von einer Frau verfasste Bücher lesen würden. Rowling entschied sich daher für die Verwendung der Initialen „J. K.“ (das „K“ steht für Kathleen, den Namen ihrer Großmutter väterlicherseits).

### Erfolg mitHarry Potter
Am 26. Juni 1997 wurde Harry Potter und der Stein der Weisen mit einer Startauflage von 5.650 Exemplaren – davon 500 als Hardcover für Bibliotheken – veröffentlicht. Nur drei Tage später ersteigerte der US-Verlag Scholastic überraschend die US-amerikanischen Rechte an Rowlings Erstlingswerk zum Preis von 100.000 Dollar. Gemäß Rowlings Vertrag mit ihrem Agenten erhielt sie davon 80 Prozent. Dass für das Erstlingswerk einer unbekannten Kinderbuchautorin eine sechsstellige Summe gezahlt worden war, machte Rowling auf einen Schlag bekannt. Zudem gewann das Buch im November 1997 den Nestlé Smarties Book Prize. Im September 1997 erwarb der Carlsen Verlag aus Hamburg die Rechte für alle sieben angekündigten Romane der Reihe für den deutschen Sprachraum. Harry Potter und der Stein der Weisen erschien im darauffolgenden Jahr mit einer Startauflage von 8000 Exemplaren.
Band 2 Harry Potter und die Kammer des Schreckens wurde von Rowling bereits kurz nach Erscheinen des ersten Bandes vollendet und kam 1998 heraus, die deutsche Übersetzung folgte 1999. Die ersten beiden Bände wurden zu einem großen Verkaufserfolg, bis zum Erscheinen des dritten waren in Großbritannien insgesamt 800.000 Exemplare abgesetzt worden. Bereits 1998 verhandelte Rowling mit Time Warner über die Filmrechte für die ersten beiden Harry-Potter-Bände für eine siebenstellige Summe. Spätestens nach der Veröffentlichung von Band 3 Harry Potter und der Gefangene von Askaban im Juli 1999 wurde die Weltöffentlichkeit endgültig auf Rowling aufmerksam. So belegten die Bände eins bis drei ab Oktober 1999 monatelang die ersten drei Plätze der Bestsellerliste der New York Times. Noch vor Veröffentlichung von Band 4 Harry Potter und der Feuerkelch im Juli 2000 belegten sie auch in Deutschland die drei Spitzenplätze der Bestsellerliste des Spiegels.
Im selben Jahr begann die Produktion der Filmadaption von Harry Potter und der Stein der Weisen. Rowling setzte sich dafür ein, dass diese in Großbritannien gedreht wird, dass Britisches Englisch gesprochen wird und die Rollen mit ebensolchen Schauspielern besetzt werden. Eine weitere Bedingung war, dass sämtliche Fortsetzungen auf ihren Romanen basieren mussten. Der Film hatte seine Premiere am 4. November 2001 in London. Am 26. Dezember 2001 heiratete Rowling den Arzt Neil Murray. 
Zahlreiche Faktoren – die Arbeit an den beiden Benefizausgaben für Comic Relief, ihre Hochzeit und schließlich ihre zweite Schwangerschaft (2003 wurde ihr Sohn geboren) – verzögerten die Arbeit an Band 5 Harry Potter und der Orden des Phönix, der schließlich im Juni 2003 erschien. Am 23. Januar 2005 bekam Rowling in Edinburgh eine zweite Tochter. Band 6 Harry Potter und der Halbblutprinz, den sie im Dezember 2004 vollendete, erschien am 16. Juli 2005.
Am 11. Januar 2007 beendete Rowling die Arbeit am siebten und letzten Band. Das Datum schrieb sie auf eine Marmorbüste in dem Hotelzimmer in Edinburgh, wo sie zuletzt an dem Buch gearbeitet hatte: JK Rowling finished writing Harry Potter and the Deathly Hallows in this room (552) on 11th Jan 2007. Am 21. Juli 2007 kam Harry Potter und die Heiligtümer des Todes auf den Markt. Seitdem äußerte sie mehrfach, u. a. 2010 in einem Interview mit Oprah Winfrey, möglicherweise eines Tages weitere Harry-Potter-Bücher zu schreiben, Stoff bis einschließlich Teil 10 sei problemlos vorhanden.
Bis heute wurden die Harry-Potter-Romane in 85 Sprachen übersetzt, darunter auch ins Lateinische und Altgriechische, und über 600 Millionen Mal verkauft. Rowling gilt als eine der reichsten Frauen Großbritanniens, die Zeitschrift Forbes schätzte ihr Vermögen in den Jahren 2004 bis 2007 auf eine Milliarde US-Dollar. In der 2007 erschienenen Dokumentation A Year in Life of J. K. Rowling dementierte sie dies jedoch und meinte, es seien sogar weniger als die geschätzten 570 Millionen Pfund Sterling.

### Leben und Wirken seit 2007
Bücher für Erwachsene
Nach dem Abschluss ihrer Harry-Potter-Heptalogie wandte Rowling sich anderen Projekten zu. Im Juli 2007 sagte die Autorin in einem Interview, sie arbeite aktuell an einem Buch für Erwachsene und einem für Kinder. Im März 2008 verriet sie, dass es sich bei Letzterem um ein „politisches Märchen“ handle. Dieses wurde jedoch nicht veröffentlicht und befand sich laut der Schriftstellerin jahrelang „in einer Schublade“, da sie es als „nicht gut genug“ empfand. Im Mai 2020 wurde schließlich dessen Titel The Ickabog angekündigt; das Buch erschien am 10. November 2020.
Im Juli 2011 verließ ihr Agent Neil Blair die Christopher-Little-Agentur und gründete The Blair Partnership, von der sie seither repräsentiert wird. Am 23. Februar 2012 gab die Agentur in einer Presseaussendung bekannt, dass das neue Buch Rowlings für Erwachsene in absehbarer Zukunft erscheinen werde. Erste Details, darunter der englische Originaltitel The Casual Vacancy und die ungefähre Seitenanzahl, wurden am 13. April 2012 veröffentlicht. Verleger ist nicht mehr Bloomsbury Publishing, sondern Little, Brown and Company. Am 11. Juli 2012 gab der Carlsen Verlag den deutschen Titel Ein plötzlicher Todesfall bekannt. Das Buch erschien weltweit am 27. September 2012 und erhielt sowohl positive als auch gemischte Kritiken.
Kriminalautorin
Im April 2013 veröffentlichte Joanne Rowling, nunmehr unter dem Pseudonym Robert Galbraith, den Kriminalroman Der Ruf des Kuckucks. Bis Juli desselben Jahres wurden rund 1500 Exemplare verkauft. Am 14. Juli 2013 veröffentlichte die Sunday Times einen Artikel, in dem sie als Autorin des Buchs enttarnt wurde. Zuvor hatte die Zeitung einen diesbezüglichen Hinweis erhalten, die durch eine stilometrische Untersuchung bestätigt wurde. Der Name ist eine Verschmelzung des Namens ihres politischen Helden Robert F. Kennedy und ihres Fantasie-Namens aus der Kindheit, Ella Galbraith. Bis 2023 erschienen sechs Fortsetzungen (siehe Abschnitt unten).
Harry-Potter-Lexikon und -Website
J.K. Rowling sprach wiederholt davon, ein Harry-Potter-Lexikon veröffentlichen zu wollen. Im Oktober 2007 klagte sie gegen ein geplantes Harry-Potter-Lexikon des Autors Steve Vander Ark, das im Dezember 2007 in Großbritannien hätte erscheinen sollen. Arks Verlag (RDR Books) vertrat den Standpunkt, keine Urheberrechte zu verletzen. Michael Maar veröffentlichte 2008 mit Hilfe für die Hufflepuffs ein Harry-Potter-Handbuch. Rowling selbst verkündete schließlich 2011 den Start des Projekts Pottermore. Dabei handelte es sich um eine Webseite zum Harry-Potter-Universum, die regelmäßig mit neuen Hintergrundinformationen befüllt werden soll. Über die Plattform wurden auch E-Books der Harry-Potter-Serie verkauft. In einer früheren Version der Webseite war eine visualisierte und interaktive Version der Romane enthalten.
Film und Theater
Spätestens ab 2013 schrieb Joanne Rowling das Drehbuch für den Film Phantastische Tierwesen und wo sie zu finden sind, der auf dem gleichnamigen von ihr veröffentlichten Harry-Potter-„Schulbuch“ basiert. Ein gutes Jahr später gab sie via Twitter bekannt, dass sie gerade ein Drehbuch optimiere und nebenbei bereits wieder an einem anderen Roman arbeite. Fans und Medien gingen davon aus, dass sie vom Drehbuch zum Film Phantastische Tierwesen und wo sie zu finden sind sprach.
Zudem war Rowling in die Produktion des Theaterstücks Harry Potter und das verwunschene Kind eingebunden, das 2016 im West End uraufgeführt wurde. Das Skript wurde von Jack Thorne auf der Grundlage einer Geschichte von Rowling, Thorne und John Tiffany geschrieben und am 31. Juli 2016 in gebundener Form als Drama veröffentlicht. Trotz der für viele Konsumenten wohl schwierigen Art des Lesens wurde das Buch bereits in den ersten drei Tagen in Großbritannien über 680.000 Mal verkauft. Seit dem 24. September 2016 ist Harry Potter and the Cursed Child auch in Deutschland zu kaufen. Die deutsche Version trägt den Titel Harry Potter und das verwunschene Kind und war das 2016 meistverkaufte Buch in Deutschland.
Stand 2020 waren die Harry-Potter-Filme und die Attraktionen in Universal Studios’ Wizarding World (wozu die Harry-Potter-Bücher nicht gehören) die größte Einnahmequelle für Rowling.

## Rowling und die Medien
Die Autorin, wegen ihres Erfolges eine Person des öffentlichen Lebens geworden, wurde oft auf den Umstand „Alleinerziehende Sozialhilfeempfängerin schreibt einen Bestseller“ beschränkt. 2004 stellte Rowling erstmals schriftlich ihren Lebenslauf auf ihrer neuen Website vor und räumte falsche Behauptungen aus. Daneben wollten einige Personen einen direkten oder indirekten Einfluss auf Rowlings Schaffen gehabt haben, was sie in den meisten Fällen dementierte. Außerdem wurde ihre Lebensgeschichte 2011 verfilmt und in Deutschland als Magic Beyond Words – Die zauberhafte Geschichte der J. K. Rowling veröffentlicht.
Im vierten Band, Harry Potter und der Feuerkelch, taucht als neue Figur die Reporterin Rita Kimmkorn (Rita Skeeter) auf, die aus vagen und wenig stichhaltigen Gründen teilweise diffamierende Artikel über Harry und andere berühmte Zauberer schreibt. Allerdings sagt die Autorin selbst, die Figur sei nicht die Antwort auf den Umgang der Presse mit ihr, sondern bereits für Band 1 vorgesehen gewesen. Dort habe sie sie gestrichen, da sie ihrer Meinung nach besser in den vierten Band passte, als sich Harry seiner Berühmtheit wirklich bewusst wird.

## Werke

### Harry-Potter-Heptalogie (1997–2007)
Folgende Bücher sind in der Harry-Potter-Reihe erschienen:
| Band | Deutsche Ausgabe                           | Deutsche Ausgabe   | Deutsche Ausgabe       | Englische Originalausgabe                 | Englische Originalausgabe | Englische Originalausgabe | Englische Originalausgabe |
| Band | Titel                                      | Erscheinungs- jahr | ISBN                   | Titel                                     | Erscheinungs- jahr        | ISBN                      |                           |
| ---- | ------------------------------------------ | ------------------ | ---------------------- | ----------------------------------------- | ------------------------- | ------------------------- | ------------------------- |
| 1    | Harry Potter und der Stein der Weisen      | 1998               | ISBN 978-3-551-55167-2 | Harry Potter and the Philosopher’s Stone  | 1997                      | ISBN 978-0-7475-3269-9    |                           |
| 2    | Harry Potter und die Kammer des Schreckens | 1999               | ISBN 978-3-551-55168-9 | Harry Potter and the Chamber of Secrets   | 1998                      | ISBN 978-0-7475-3849-3    |                           |
| 3    | Harry Potter und der Gefangene von Askaban | 1999               | ISBN 978-3-551-55169-6 | Harry Potter and the Prisoner of Azkaban  | 1999                      | ISBN 978-1-85613-617-4    |                           |
| 4    | Harry Potter und der Feuerkelch            | 2000               | ISBN 978-3-551-55193-1 | Harry Potter and the Goblet of Fire       | 2000                      | ISBN 978-0-7475-4624-5    |                           |
| 5    | Harry Potter und der Orden des Phönix      | 2003               | ISBN 978-3-551-55555-7 | Harry Potter and the Order of the Phoenix | 2003                      | ISBN 978-0-7475-5100-3    |                           |
| 6    | Harry Potter und der Halbblutprinz         | 2005               | ISBN 978-3-551-56666-9 | Harry Potter and the Half-Blood Prince    | 2005                      | ISBN 978-0-7475-8108-6    |                           |
| 7    | Harry Potter und die Heiligtümer des Todes | 2007               | ISBN 978-3-551-57777-1 | Harry Potter and the Deathly Hallows      | 2007                      | ISBN 978-0-590-76200-7    |                           |

2001 veröffentlichte Joanne K. Rowling außerdem zwei kleine Bände, die als nicht-fiktionale Bücher in den Harry-Potter-Büchern erwähnt worden waren: Phantastische Tierwesen & wo sie zu finden sind (Fantastic Beasts and Where to Find Them) unter dem Pseudonym Newt Scamander und Quidditch im Wandel der Zeiten (Quidditch Through the Ages) unter dem Namen Kennilworthy Whisp. Der Erlös aus dem Verkauf dieser Bücher geht an die Hilfsorganisation Comic Relief.
2007 fertigte Rowling sieben handgeschriebene und -illustrierte Kopien des Buches Die Märchen von Beedle dem Barden an. Es enthält fünf Märchen auf 157 Seiten, darunter The Tale of the Three Brothers, das eine bedeutende Rolle in Harry Potter und die Heiligtümer des Todes spielt. Sechs Exemplare verschenkte Rowling an Personen, die sie in den 17 Jahren, in denen sie an Harry Potter arbeitete, am meisten unterstützt hatten. Das siebte Buch wurde am 13. Dezember 2007 zugunsten der Kampagne The Children’s Voice der von Rowling mitgegründeten karitativen Organisation Children’s High Level Group bei Sotheby’s in London versteigert. Den Zuschlag erhielt das Online-Versandhaus amazon.com für 1.950.000 britische Pfund (rund 2,75 Millionen Euro). Am 4. Dezember 2008 wurde das Buch in englischer Sprache in zwei Ausstattungsvarianten veröffentlicht; die Nettoerlöse aus dem Verkauf kamen ebenfalls The Children’s Voice zugute. Die deutsche Ausgabe erschien unter dem Titel Die Märchen von Beedle dem Barden ebenfalls am 4. Dezember 2008.
Am 10. Juni 2008 wurde ein nur 800 Worte kurzes Harry-Potter-Prequel auf einer DIN-A5-großen handbeschriebenen Karte in London vom Auktionshaus Sotheby’s für 25.000 Pfund (mehr als 31.500 Euro) versteigert. Den Gesamterlös der Versteigerung, zu der auch andere Autoren Beiträge zur Verfügung stellten, sollen die englische Sektion der Schriftstellervereinigung P.E.N. und das Legastheniker-Programm Dyslexia Action erhalten.

### Ein plötzlicher Todesfall (2012)
Der erste Erwachsenenroman von Joanne K. Rowling wurde von Übersetzern in London ins Deutsche übertragen, da das Original ausschließlich in den Räumen des britischen Verlages zugänglich war. Das 600-Seiten-Manuskript unterlag strengster Geheimhaltung. Das Buch erschien weltweit am 27. September 2012 und trägt den englischen Originaltitel „The Casual Vacancy“. Der Einband ist im Stil klassischer Edgar-Wallace-Krimis in kräftigem Rot und Gelb gestaltet.
Die Romanhandlung basiert auf dem plötzlichen Tod des Gemeinderatsmitglieds Barry Fairbrother, dessen Ableben die Menschen in der englischen Kleinstadt Pagford schockiert. Als Barrys Sitz im Gemeinderat frei wird, „schafft das den Nährboden für den größten Krieg, den die Stadt je erlebt hat“. Die deutsche Erstausgabe erschien im gleichen Jahr im Carlsen Verlag, der auch die Harry-Potter-Romane verlegt.
Ab 15. Februar 2015 wurde eine Mini-Serie zum Roman im britischen Fernsehen ausgestrahlt und im Juni 2015 auf DVD veröffentlicht. In Deutschland wurde die Serie ab 4. August 2015 unter dem Namen Ein plötzlicher Todesfall erstmals in einer deutschen Synchronfassung auf Sky Atlantic HD gezeigt.

### Cormoran-Strike-Serie (ab 2013)
Im Juli 2013 wurde bekannt, dass Rowling bereits am 30. April 2013 unter dem Pseudonym „Robert Galbraith“ über den Verlag Mulholland Books den Krimi The Cuckoo’s Calling veröffentlicht hatte. Bis dahin waren 8500 Exemplare des Buches verkauft worden (davon 1500 Hardcover-Exemplare). Die Rechte der deutschsprachigen Fassung hatte sich zu diesem Zeitpunkt bereits der Blanvalet-Verlag gesichert, der das Buch am 30. November 2013 unter dem Titel Der Ruf des Kuckucks auf den Markt brachte.
Im Mittelpunkt der Handlung steht der Privatdetektiv Cormoran Strike, der als Soldat im Afghanistankrieg ein Bein verloren hat und nun mit seiner Mitarbeiterin Robin Ellacott einem möglichen Mordfall inmitten der reichen Gesellschaft nachgeht. Seitdem hat Rowling sechs weitere Kriminalromane mit Cormoran Strike als zentraler Figur veröffentlicht. Die Rezeption der Kriminalromane in Deutschland fiel sehr unterschiedlich aus; während einige Kritiker sie positiv beurteilten und sich teilweise begeistert zeigten, waren andere eher enttäuscht. Die BBC begann 2017, die Romanreihe unter dem Titel Strike zu verfilmen. Die Rolle des Cormoran Strike wird von Tom Burke gespielt.
| Band | Deutsche Ausgabe      | Deutsche Ausgabe    | Deutsche Ausgabe       | Englische Originalausgabe | Englische Originalausgabe | Englische Originalausgabe | Englische Originalausgabe |
| Band | Titel                 | Erscheinungs- datum | ISBN                   | Titel                     | Erscheinungs- datum       | ISBN                      |                           |
| ---- | --------------------- | ------------------- | ---------------------- | ------------------------- | ------------------------- | ------------------------- | ------------------------- |
| 1    | Der Ruf des Kuckucks  | 30. November 2013   | ISBN 978-3-7645-0510-3 | The Cuckoo's Calling      | 30. April 2013            | ISBN 978-0-316-20684-6    |                           |
| 2    | Der Seidenspinner     | 24. November 2014   | ISBN 978-3-7645-0515-8 | The Silkworm              | 19. Juni 2014             | ISBN 978-0-316-20687-7    |                           |
| 3    | Die Ernte des Bösen   | 26. Februar 2016    | ISBN 978-3-7645-0574-5 | Career of Evil            | 20. Oktober 2015          | ISBN 978-0-316-34993-2    |                           |
| 4    | Weißer Tod            | 27. Dezember 2018   | ISBN 978-3-7645-0698-8 | Lethal White              | 18. September 2018        | ISBN 978-0-316-42273-4    |                           |
| 5    | Böses Blut            | 14. Dezember 2020   | ISBN 978-3-8371-5449-8 | Troubled Blood            | 29. September 2020        | ISBN 978-0-316-49893-7    |                           |
| 6    | Das tiefschwarze Herz | 7. September 2022   | ISBN 978-3-7645-0817-3 | The Ink Black Heart       | 30. August 2022           | ISBN 978-0-316-41303-9    |                           |
| 7    | Das strömende Grab    | 25. Oktober 2023    | ISBN 978-3-7645-0865-4 | The Running Grave         | 26. September 2023        | ISBN 978-1-4087-3094-2    |                           |

### Der Ickabog (2020)
Das Kinderbuch The Ickabog wurde von Rowling noch während des Entstehens der Harry-Potter-Bücher konzipiert. Nachdem sie einen ersten Entwurf geschrieben und eine Veröffentlichung im Anschluss an das letzte Harry-Potter-Buch geplant hatte, entschied sie sich jedoch, das Projekt vorerst ruhen zu lassen, und schrieb stattdessen mit Ein plötzlicher Todesfall und Der Ruf des Kuckucks Bücher, die sich an ein erwachsenes Publikum richteten. Erst Anfang 2020 nahm Rowling die Arbeit an der Geschichte wieder auf, mit dem Ziel, sie kostenlos für Kinder, die aufgrund der Covid-19-Pandemie in ihrem Leben eingeschränkt waren, zu veröffentlichen. Rowlings Kinder, denen sie ihren Ursprungsentwurf als Fortsetzungsgeschichte vor dem Schlafengehen vorgelesen hatte, fungierten bei ihrer Überarbeitung 2020 als Lektoren. The Ickabog ist ein politisches Märchen, in dem es um Wahrheit und den Missbrauch von Macht geht. Die ersten beiden Kapitel des Buches erschienen am 26. Mai 2020 kostenlos auf einer gleichnamigen Webseite. Am 10. November 2020 erschien die deutsche Übersetzung als Buchausgabe durch den Carlsen Verlag.

### Jacks wundersame Reise mit dem Weihnachtsschwein (2021)
Rowlings 16. Roman, The Christmas Pig, wurde weltweit am 12. Oktober 2021 veröffentlicht. Wie alle ihre Romane seit 2012 erschien er in einem Hachette-Verlag, in diesem Fall im Imprint Hodder & Stoughton. Die deutsche Ausgabe wurde von Friedrich Pflüger übersetzt und erschien im Carlsen Verlag, der die Veröffentlichung im April 2021 ankündigte. Das Buch wurde von Jim Field illustriert. In Großbritannien landete der Roman innerhalb der ersten Woche auf Platz 1 der Bestsellerliste.
Rowlings Arbeit an The Christmas Pig reicht ins Jahr 2012 zurück. Neben ihrer Freundin Aine Kiely, die Rowling immer wieder ermutigt habe, an dem Stoff festzuhalten, sei ihre Familie für das Gelingen des Buchprojekts entscheidend gewesen: „‚Jacks wundersame Reise mit dem Weihnachtsschwein‘ wurde erst wieder richtig erweckt, als fünf Murrays am Sandstrand saßen und ich euch das Land der Verlorenen beschrieb.“ Rowling wollte immer schon eine Weihnachtsgeschichte schreiben und außerdem ergründen, was es bedeutet, ein Ersatzspielzeug zu sein. “Christmas was the perfect backdrop to a tale of loss and love, sacrifice and hope.” (J. K. Rowling, deutsch: „Weihnachten war die perfekte Kulisse für eine Geschichte über Verlust und Liebe, Aufopferung und Hoffnung.“)
Die Handlung ereignet sich am Heiligen Abend: Nachdem Jack sein über alles geliebtes Kuscheltier, ein Stoffschwein namens DS, verloren und als Ersatz ein neues Schwein, das Weihnachtsschwein, erhalten hat, reisen die beiden auf der Suche nach DS in das Land der verlorenen Dinge. In dieser Welt, in der auch schlechte Gewohnheiten und verblasste Tugenden leben und „die deutlich als Jenseits gezeichnet ist“, herrschen eine klare Hierarchie – geliebten Dingen geht es besser als achtlos weggeworfenen – und ein gnadenloser Tyrann, der „Verlierer“. Jack und das Weihnachtsschwein lernen auf ihrer Reise, dass Zusammenhalt, Mut und Hoffnung elementar sind, um sich in einer unwirtlichen Welt zu behaupten.

## Filmografie

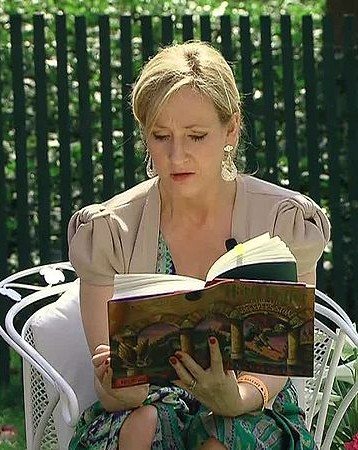
Joanne K. Rowling (2010)

### Drehbuchautorin
- 2001: Harry Potter und der Stein der Weisen (Harry Potter and the Philosopher’s Stone, Beraterin)
- 2016: Phantastische Tierwesen und wo sie zu finden sind (Fantastic Beasts and Where to Find Them)
- 2018: Phantastische Tierwesen: Grindelwalds Verbrechen (Fantastic Beasts: The Crimes of Grindelwald)
- 2022: Phantastische Tierwesen: Dumbledores Geheimnisse (Fantastic Beasts: The Secrets of Dumbledore, mit Steve Kloves)

### Produzentin
- 2010: Harry Potter und die Heiligtümer des Todes – Teil 1 (Harry Potter and the Deathly Hallows – Part 1)
- 2011: Harry Potter und die Heiligtümer des Todes – Teil 2 (Harry Potter and the Deathly Hallows – Part 2)
- 2015: Ein plötzlicher Todesfall (The Casual Vacancy; dreiteilige Miniserie, ausführende Produzentin)
- seit 2017: Strike (Fernsehserie, ausführende Produzentin)
- 2016: Phantastische Tierwesen und wo sie zu finden sind (Fantastic Beasts and Where to Find Them)
- 2018: Phantastische Tierwesen: Grindelwalds Verbrechen (Fantastic Beasts: The Crimes of Grindelwald)
- 2022: Phantastische Tierwesen: Dumbledores Geheimnisse (Fantastic Beasts: The Secrets of Dumbledore)

## Andere Aktivitäten
Im November 2003 ermöglichte Rowling den deutschsprachigen Straßenzeitungen zwei Wochen vor dem Start des Bücherverkaufs einen kostenlosen Abdruck der Übersetzung des ersten Kapitels von Harry Potter und der Orden des Phönix.
Rowling bezog mehrfach explizit zu politischen Themen Stellung. So übte sie in einem Artikel in der Times scharfe Kritik an den sozialpolitischen Plänen des damaligen Premierministers David Cameron und seiner Conservative Party. In einem Artikel für das Time Magazine lobte sie den damaligen Premierminister Gordon Brown von der Labour Party, mit dem sie auch befreundet ist.
Rowling bezog öffentlich gegen die Unabhängigkeit Schottlands Stellung und unterstützte 2014 die Better-Together-Kampagne für einen Verbleib im Vereinigten Königreich mit einer Million Pfund Sterling.
Auf Twitter äußerte sich Rowling mehrfach gegen Rassismus und für die Aufnahme von mehr Flüchtlingen im Vereinigten Königreich während der Flüchtlingskrise in Europa ab 2015. Außerdem wirbt sie dort häufig mit Spendenaufrufen für Kindergesundheitsorganisationen, insbesondere die von ihr ins Leben gerufene Organisation Lumos.
Rowling ist auch die Präsidentin der schottischen Multiple-Sklerose-Gesellschaft (Multiple Sclerosis Society of Scotland). Sie stiftete mehrfach große Summen zur Erforschung und Heilung dieser Krankheit, an der ihre Mutter starb. Für ihr Engagement erhielt sie den Ehrendoktortitel der Universität Aberdeen.
Des Weiteren hatte Rowling auch einen Gastauftritt in der Simpsons-Episode Die Queen ist nicht erfreut! Hierbei sprach sie sich im Originalton selbst.
Sie ist Mitglied der anglikanischen Scottish Episcopal Church.
Im Dezember 2022 gründete Rowling mit Beira’s Place eine Hilfsorganisation und Anlaufstelle für Betroffene von sexueller Gewalt, die in oder bei Edinburgh leben. Das Angebot richtet sich nicht an Männer oder Transfrauen. Beira’s Place sei eine Reaktion auf die große Nachfrage nach einer rein weiblichen Unterstützung, sagte die Schriftstellerin: „Als Überlebende sexueller Übergriffe weiß ich, wie wichtig es ist, dass Überlebende in einer so schwierigen Zeit die Möglichkeit einer frauenzentrierten und von Frauen bereitgestellten Versorgung haben.“
Mit der Trans-Gemeinschaft legte sie sich zum ersten Mal 2018 wegen eines „Likes“ zu einem Posting an, in welchem sie Transfrauen als „Männer in Röcken“ bezeichnete. Zur heftigen Reaktion ihrer alten Fangemeinde im Internet zu ihrer Haltung inkl. der Skepsis äußerte sich Rowling 2020 in einem Essay. Sie befürchtet, heißt es dort, dass damit auch Männern, die sich als Frauen ausgeben, ein weiterer Freipass zur Gewalt an Frauen zugestanden werden könnte.

## Ehrungen
Im Jahr 2000 wurde Joanne K. Rowling als Officer in den Order of the British Empire aufgenommen. 2017 wurde ihr einer der 65 Plätze im Order of the Companions of Honour zuteil. Sie ist das drittjüngste Mitglied des Ordens. Außerdem wurde sie von Nicolas Sarkozy 2009 als Chevalier de la Légion d’Honneur ausgezeichnet. 2002 wurde sie in die Royal Society of Literature aufgenommen, Ende Juni 2018 wurde sie Mitglied der Academy of Motion Picture Arts and Sciences.
Viele Universitäten verliehen Rowling Ehrentitel, darunter das Dartmouth College, die Edinburgh Napier University, die University of St Andrews und ihre Alma Mater, die University of Exeter, alle im Jahr 2000. Später folgten die University of Edinburgh, die University of Aberdeen sowie die Harvard University, wo sie 2008 die Abschlussrede für die Absolventen hielt.

## Auszeichnungen
- Kavalier des Ordens des Lächelns
- 2000: Locus Award in der Kategorie Bester Fantasy-Roman
- 2001: Hugo Award in der Kategorie Bester Roman
- 2001: Officer of the Order of the British Empire (OBE)
- 2001: Deutscher Phantastik Preis in der Kategorie Bester Internationaler Roman[74]
- 2003: Prinz-von-Asturien-Preis in der Sparte „Eintracht“
- 2004: Deutscher Phantastik Preis in der Kategorie Bester Internationaler Roman
- 2006: Benennung eines Asteroiden nach ihr: (43844) Rowling
- 2006: Deutscher Phantastik Preis in der Kategorie Bester Internationaler Roman
- 2008: Deutscher Phantastik Preis in der Kategorie Bester Internationaler Roman
- 2009: Ritter der Ehrenlegion
- 2010: Hans-Christian-Andersen-Literaturpreis
- 2011: British Academy Film Award für den besten britischen Beitrag zum Kino (zusammen mit dem Produktionsstab der Harry-Potter-Filme)
- 2012: Freeman of the City of London[75]
- 2017: Nominierung in der Kategorie Bester britischer Film bei den British Academy Film Awards (Phantastische Tierwesen und wo sie zu finden sind)[76]
- 2018: Aufnahme in die Science Fiction and Fantasy Hall of Fame
- 2021: British Book Award in der Kategorie Crime & Thriller Book of the Year

## Kontroversen
Im Juni 2020 wurde Rowling für mehrere Tweets zum Thema Transgeschlechtlichkeit kritisiert, in denen sie einen Artikel missbilligte, der unter anderem Sprachwendungen wie „menstruierende Menschen“ anstatt „Frauen“ nutzte, und in denen sie ausschließlich das biologische Geschlecht als real bezeichnete. Sie begründete dies damit, dass, wenn das biologische Geschlecht nicht real sei, die gelebte Realität von Frauen ausgelöscht würde. Daraufhin wurde sie als TERF kritisiert und angefeindet. Sie veröffentlichte infolgedessen auf ihrer Internetseite eine Stellungnahme, in der sie eigene Erfahrungen häuslicher sexueller Gewalt beschrieb und wie diese ihre Haltung zur Geschlechtsidentität prägten. Sie führte dabei aus, dass sie das Thema Transgender deshalb kommentiere, da sich die Gesellschaft immer mehr in eine frauenfeindliche Gesellschaft entwickle. Daniel Radcliffe, Emma Watson und Eddie Redmayne, die Charaktere ihrer Bücher in deren Verfilmungen verkörpert hatten, äußerten teils vor und teils nach ihrer Stellungnahme Widerspruch. Die Autorin erklärte mehr als ein Jahr nach diesen Ereignissen, dass sie so zahlreiche Morddrohungen erhalten habe, dass sie damit ihr Haus tapezieren könnte. „Genderaktivisten“ hätten sich zudem vor ihrem Haus positioniert, Fotos gemacht und ihre Adresse im Internet veröffentlicht.
Rowling unterstützte auch die NGO "For Women Scotland" in ihrer Auslegung der britischen Anti-Diskriminierungs-Gesetzgebung zum Schutze von Frauen. For Women Scotland setzte sich für ein biologisches Verständnis der diesbezüglichen Tatbestände sexueller Diskriminierung ein. In einem wegweisenden Urteil gab der britische Oberste Gerichtshof im April 2025 dieser Interpretation recht und erkannte, dass im Gleichstellungsrecht mit "Frau" ausschließlich biologische Frauen gemeint sind.
2022 führte der russische Präsident Wladimir Putin als Grund für seine verbalen Attacken auf den Westen an, dass die Cancel Culture darauf abziele, die 1000 Jahre alte hergebrachte Kultur zu zerstören; als Beispiel nannte er die Angriffe auf J. K. Rowling, sie sei Opfer der „sogenannten Gender-Freiheit“. Rowling erklärte dazu, sie brauche keinerlei Unterstützung von einem blutrünstigen Diktator. 2023 wurden russische Buchhandlungen und Bibliotheken angewiesen, die Werke Rowlings aus dem Angebot zu nehmen. Das Kulturministerium in Moskau dementierte allerdings, dass es Listen mit „verbotenen Büchern“ gebe.